# Кларксбург (Калифорнија)
Кларксбург (енгл. Clarksburg) насељено је место без административног статуса у америчкој савезној држави Калифорнија.

## Демографија
По попису из 2010. године број становника је 418.
| Група             | 2000.    | 2010.       |
| Белци             | 0 (0,0%) | 282 (67,5%) |
| Афроамериканци    | 0 (0,0%) | 2 (0,5%)    |
| Азијати           | 0 (0,0%) | 16 (3,8%)   |
| Хиспаноамериканци | 0 (0,0%) | 109 (26,1%) |
| Укупно            | 0        | 418         |